# Хайме Айові
Хайме Айові (ісп. Jaime Ayoví, нар. 21 лютого 1988, Елой-Альфаро) — еквадорський футболіст, нападник мексиканського клубу «Тіхуана» та національної збірної Еквадору.
Двоюрідний брат іншого гравця еквадорської футбольної збірної Вальтера Айові.

## Клубна кар'єра
Народився 21 лютого 1988 року в кантоні Елой-Альфаро. Вихованець юнацьких команд футбольних клубів «Паладін С» та ЕСПОЛІ.
У дорослому футболі дебютував 2006 року виступами за команду клубу «Емелек», в якій провів три сезони, взявши участь у 68 матчах чемпіонату.  Більшість часу, проведеного у складі «Емелека», був основним гравцем атакувальної ланки команди. У складі «Емелека» був одним з головних бомбардирів команди, маючи середню результативність на рівні 0,37 голу за гру першості. Частину 2009 року провів в оренді у клубі «Манта», після чого повернувся до «Емелека», де, втім, здебільшого використовувався як резервний форвард.
На початку 2011 року перебрався до Мексики, уклавши трирічний контракт з «Толукою».
Своєю грою за останню команду швидко привернув увагу представників тренерського штабу клубу «Пачука», і вже після півроку, проведеного у «Толуці», приєднався до цього клубу. У клубі з міста Пачука-де-Сото в Айові виникли складнощі з результативністю. 8 голів, забитих ним у 33 іграх чемпіонату, не виправдали очікувань керівництва його нового клубу, і 2012 року його було віддано в оренду до саудівського «Аль-Насра» (Ер-Ріяд).
2013 року Айові уклав контракт з черговим мексиканським клубом, «Тіхуаною», який відразу ж віддав гравця в оренду до еквадорського «ЛДУ Кіто». Наприкінці 2013 року Айові повернувся до команди з Тіхуани.

## Виступи за збірну
2010 року дебютував в офіційних матчах у складі національної збірної Еквадору. Наразі провів у формі головної команди країни 29 матчів, забивши 9 голів.

## Титули і досягнення
- Володар Кубка Президента ОАЕ (1): 2018-19
- Володар Південноамериканського кубка (1): 2022
- Володар Кубка Еквадору (1): 2022